# Télébenne

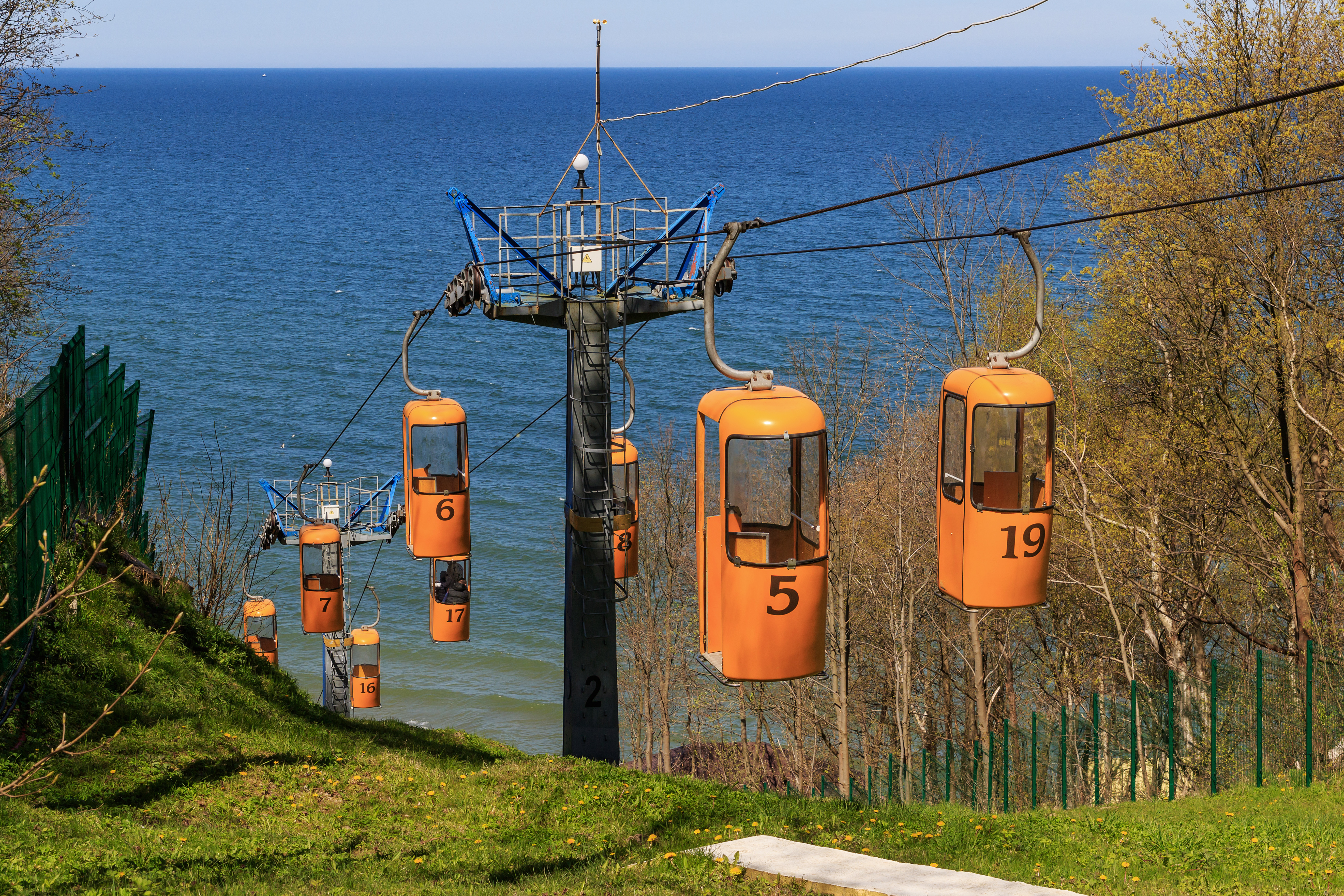
Télébenne dans l'oblast de Kaliningrad en Russie.

Une télébenne est une sorte de télécabine à « cabines ouvertes » où il n'y a pas de possibilité de s'assoir ; on y voyage par conséquent debout. Monter et descendre n'est possible qu'à faible vitesse. Dans les années 2000, les télébennes sont démontées ou remplacées par des télécabines ou des télésièges qui circulent plus vite.
Un télépulsé est une télébenne dont les cabines sont organisées en train à la manière d'un téléphérique pulsé.

## Installations
En Suisse, à Moléson, sur la Vudalla, dans le pays de la Gruyère, la seule télébenne du pays en service depuis 1963 a été démontée en 2001 après plus de dix ans de fermeture.
Au Canada, une télébenne fonctionne à Mont-Tremblant, au Québec, reliant les stationnements du bas du village alpin au bas des pistes, au sommet du village[réf. nécessaire].
En France, plusieurs télébennes sont encore en service :
- aux Arcs, entre le village de Peisey-Nancroix et Plan Peisey[2] ;
- à Flaine, la télébenne de Flaine Supérieur relie depuis 1973 Flaine Forum et Flaine Forêt[3] ;
- aux Menuires, entre les télécabines du Roc des Trois Marches et celle de la Masse[4] ;
- à Risoul[5] ;
- l'Alpe d'Huez, un télépulsé à travers la station avec une gare intermédiaire et plusieurs virages[6].

D'autres ont été en fonctionnement avant d'être généralement remplacées par des appareils plus performants :
- à Courchevel, entre 1951 et 1982, remplacée par la télécabine du Praz[7] ;
- à Courchevel, de 1953 à 1961, remplacée par la télécabine du Verdon[8] ;
- à la Féclaz, entre 1954 et 1980, remplacée par le télésiège de l'Orionde[9] ;
- à la Foux d'Allos, entre 1970 et 2016, remplacée par la télécabine de la Chaup[10] ;
- aux Menuires, entre 1984 et 2012, remplacée par le télésiège de Reberty[11] ;
- à Valloire, entre 1947 et 1962, première télébenne de France, remplacée par le télésiège de Thimel[12] ;
- à Valloire, entre 1951 et 1961, remplacée par le télésiège du Crêt Rond[13] ;
- à Valmeinier, un télépulsé entre 1985 et 2003, remplacé par le télésiège de l'Arméra[14].

## Dans la culture
Dans le film Sursis pour un vivant, le seul moyen pour accéder à la pension Edelweiss est un télébenne, accessible à quelques encablures de la gare du Buet, à Vallorcine, en France[réf. nécessaire].